# Liên từ
Trong ngữ pháp, liên từ (viết tắt: conj hay cnj) là từ loại có chức năng liên kết các từ, ngữ, câu hay mệnh đề. Liên từ có các loại: liên từ kết hợp nối những từ loại hoặc cụm từ/ nhóm từ cùng một loại, hoặc những mệnh đề ngang hàng nhau (và, nhưng, hoặc...), liên từ tương hợp được sử dụng theo cặp để liên kết các cụm từ hoặc mệnh đề có chức năng tương đương nhau về mặt ngữ pháp và liên từ phụ thuộc kết nối các nhóm từ, cụm từ hoặc mệnh đề có chức năng khác nhau - mệnh đề phụ với mệnh đề chính trong câu